# Ardon (Szwajcaria)
Ardon – miejscowość i gmina (commune) w południowej Szwajcarii, w kantonie Valais, w okręgu (district) Conthey. Leży nad Rodanem. 

## Demografia
W Ardon mieszka 3 480 osób. W 2021 roku 31,8% populacji gminy stanowiły osoby urodzone poza Szwajcarią. 

## Transport
Przez teren gminy przebiega autostrada A9. 